# Za naivne dječake (2007.)
Za naivne dječake je srednjemetražni film, sniman 2006. u produkciji Akademije dramske umjetnosti.
Ekipu filma sačinjavaju redatelj Josip Vujčić, producentica Karolina Leaković, snimatelj Igor Zelić te montažerka Jelena Drobnjak. Scenarij su zajedno napisali Josip Vujčić i Karolina Leaković.
Film je prikazan na Zagreb film festivalu 2007. te na Mostar short film festivalu 2008.

## Sinopsis
Bizarna rođendanska proslava ispreplete živote mladog ljubavnog para, ambicioznog političara s buntovnim sinom, te dva najbolja prijatelja koja su tu samo radi zabave. Fantomski propovjednik fra Zrinko pojavljuje se kao moralni komentator zbivanja.

## Glumci
- Marija Borić - Anja Marković
- Dean Krivačić - Goran Batušić
- Silvio Vovk - Ivica Radić
- Borna Baletić - Milan Radić
- Goran Bogdan - Dario Šimić
- Marileo Staničić - Bepo Batošić
- Duško Modrinić - fra Zrinko, televangelist

## Vanjske poveznice
Za naivne dječake u internetskoj bazi filmova IMDb-a
- [neaktivna poveznica]